# 名古屋市電八事線
八事線（やごとせん）は、かつて愛知県名古屋市に存在した、名古屋市電の路線（路面電車）の一つである。同市千種区の千早停留場から大久手停留場を経て昭和区の八事停留場に至る区間と、千種区今池停留場から大久手停留場までの2区間で構成されていたが、部分廃止や他線区への移管により、晩年は大久手停留場から八事停留場までを指していた。

## 歴史
新三河鉄道を買収した名古屋市電気局は買収路線を八事線としたが、路盤の荒廃により新規建設と同等の改修費用が必要とされた。また、千早停留場における千早線との連絡が中央本線による分断で徒歩連絡になっていた事も問題視された。電気局ではこれらの問題を解決する方法として八事線・千早線の無軌条電車（トロリーバス）化を検討しており、第三次検討線として1944年（昭和19年）5月28日に無軌条化を申請したが、これは却下された。結局、八事線大久手 - 千早間および千早線は不要不急路線として同年7月2日に休止となり、当該区間のレールは撤去され南部循環線（笠寺延長線・東臨港線・大江線）建設用資材として転用された。大久手 - 千早間休止後は今池 - 大久手 - 八事間のみが八事線になるが、今池 - 大久手間は1950年（昭和25年）10月14日に循環東線に編入された（循環東線の特許を取得した時点で同区間の編入は示唆されていた）。
八事線の大部分は1971年（昭和46年）4月1日に廃止されるが、安田車庫への出入庫線として大久手 - 安田車庫前間は運転最終日まで残存した。

### 年表
特記なき項は『日本鉄道旅行地図帳』7号を典拠とする。
- 1912年（明治45年）
  - 4月21日 - 本線 千早・興正寺前間開通。
  - 5月25日 - 支線 大久手・今池間開通。
  - 9月 - 本線 興正寺前・天道（後の八事）間開通。
- 1915年（大正4年）6月23日 - 墓地線 天道・東八事間開通。
- 1931年（昭和6年）11月25日 - 墓地線 八事・東八事間廃止許可[10]。
- 1937年（昭和12年）3月1日 - 市営化。本線・支線ともに八事線とする。
- 1944年（昭和19年）7月2日 - 千早・大久手間休止。
- 1950年（昭和25年）10月14日 - 大久手・今池間が循環東線に編入される。
- 1957年（昭和32年）5月14日 - 山中町・半僧坊前間の軌道移設。
- 1963年（昭和38年）2月1日 - 千早・大久手間廃止。
- 1968年（昭和43年）1月 - 飯田街道の拡幅により八事停留場の新設軌道区間が廃止され、道路上に移設される[11][12]。
- 1971年（昭和46年）4月1日 - 安田車庫前・八事間廃止。
- 1974年（昭和49年）3月31日 - 大久手・安田車庫前間廃止。

## 停留場
愛知馬車鉄道時代
千種（後の古井坂） - 石仏 - 塩付 - 弁天 - 妙見 - 招魂社 - 八事
尾張電気軌道時代（1912年頃）
千早、千種、大久手、塩付、伊勝道、妙見口、池ノ端、八事(ここまで4月21日開通分)、天道(9月19日開通分)
尾張電気軌道時代（1922年頃）
千早－吹上－古井坂－大久手－赤塚－安田－弁天裏－伊勝通－妙見口－招魂社下－池之端－半僧坊前－興正寺前（旧称・八事）－八事（旧称・天道）－東八事
尾張電気軌道時代（1923年頃）
- 本線

千早 - 吹上 - 古井坂 - 大久手 - 赤塚 - 安田 - 川名 - 中山 - 杁中 - 池之端 - 興正寺前 - 八事
- 墓地線

八事 - 東八事
- 支線

大久手 - 野輪 - 今池
新三河鉄道時代（1930年頃）
千早－吹上－古井坂－大久手－赤塚－安田－弁天裏－川名－中山－杁中－池之端－半僧坊前－興正寺前－八事－東八事
名古屋市電時代（1943年頃）
| 停留場名   | 読み             | キロ程 | 接続路線             |
| ---------- | ---------------- | ------ | -------------------- |
| 大久手     | おおくて         | 0.0    | 名古屋市電：循環東線 |
| 青柳町     | あおやぎちょう   | 0.5    |                      |
| 安田車庫前 | やすだしゃこまえ | 0.9    |                      |
| 宮裏       | みやうら         | 1.4    |                      |
| 川原通     | かわはらどおり   | 1.8    |                      |
| 山中町     | やまなかちょう   | 2.2    |                      |
| 杁中       | いりなか         | 2.7    |                      |
| 半僧坊前   | はんぞうぼうまえ | 3.3    |                      |
| 八事       | やごと           | 3.9    |                      |

## 輸送実績
| 年度 | 輸送人員（人） | 貨物量（トン） |
| ---- | -------------- | -------------- |
| 1908 | 64,110         |                |
| 1909 | 168,894        |                |
| 1910 | 180,258        |                |
| 1911 | 174,602        |                |
| 1912 | 195,094        |                |
| 1913 | 377,301        |                |
| 1914 | 393,579        |                |
| 1915 | 388,825        |                |
| 1916 | 365,547        |                |
| 1917 | 439,568        |                |
| 1918 | 443,980        |                |
| 1919 | 830,282        |                |
| 1920 | 823,874        | 4,413          |
| 1921 | 857,147        | 1,846          |
| 1922 | 954,596        | 1,013          |
| 1923 | 1,006,187      | 3,505          |
| 1924 | 1,230,034      | 1,340          |
| 1925 | 1,454,998      | 1,881          |
| 1926 | 2,007,480      |                |
| 1927 | 2,735,966      |                |
| 1928 | 2,734,840      |                |
| 1929 | 1,086,561      |                |
| 1929 | 1,647,383      |                |
| 1930 | 3,040,761      |                |
| 1931 | 3,027,211      |                |
| 1932 | 2,618,120      |                |
| 1933 | 2,614,061      |                |
| 1934 | 2,443,956      |                |
| 1935 | 2,542,123      |                |
| 1936 | 2,552,591      |                |
| 1937 | 498,440        |                |

- 鉄道院年報、鉄道院鉄道統計資料、鉄道省鉄道統計資料、鉄道統計資料、鉄道統計各年度版
- 1929年度は尾張電気と新三河併記